# Oldorf
Oldorf is een dorp in de gemeente Wangerland in de Duitse deelstaat Nedersaksen. Het maakt deel uit van Landkreis Friesland.
Oldorf ligt 3 km ten zuiden van het "hoofddorp" van de gemeente,  Hohenkirchen en bijna 4 km ten oosten van Tettens. Het ligt aan de weg van Hohenkirchen naar de stad Jever, die 7½ km zuidwaarts ligt.
De uit de 13e eeuw daterende Mariakerk in het dorp dateert oorspronkelijk uit de dertiende eeuw. Het is een bakstenen gebouw op een fundament van veldkeien. Omstreeks 1500 werd het kerkje vergroot, en aan de westzijde in 1768 vernieuwd. De klokkentoren dateert uit 1912, maar de twee daarin hangende kerkklokken zijn beduidend ouder (1450 en 1521). Het gebouw is reeds sedert de Reformatie in de 16e eeuw in gebruik bij de Evangelisch-Lutherse Kerk.